# Moon Moon Sen
Moon Moon Sen, también conocida como Moonmoon Sen (Calcuta, 28 de marzo de 1954), es una actriz india, reconocida por su participación en películas en bengalí, hindi, tamil, telugu, malabar y kannada. También apareció en producciones cinematográficas de Bollywood. Ha actuado en aproximadamente 60 películas y 40 programas y series de televisión. Recibió el premio Nandi por mejor actriz de reparto en 1987 por su rol en la película Sirivennela.
Sen se unió al partido político "All India Trinamool Congress" en marzo de 2014 y ganó en las elecciones generales de ese mismo año para la constituyente, derrotando al líder del partido comunista indio Basudeb Acharia.

## Filmografía seleccionada

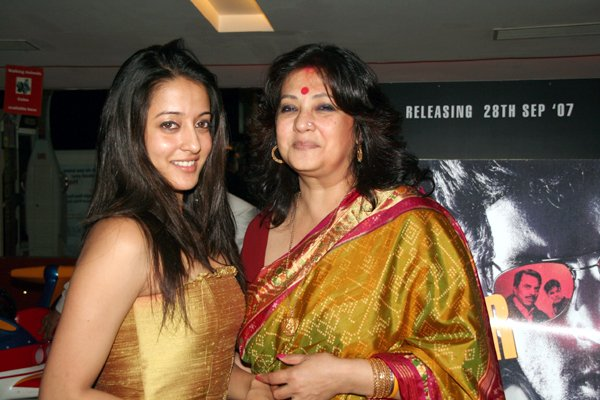
Moon Moon junto a su hija, la actriz Raima Sen.

### Cine
- Andar Baahar (1984) ... Reema
- Musafir (1986)
- Mohabbat Ki Kasam (1986) .... Radha
- Jaal (1986)
- Sheesha (1986) ... Manisha Prakash
- Pyaar Ki Jeet (1987) ... Rani sahiba
- Majnu (1987)
- Amar Kantak (1987)
- Maashuka (1987)
- Woh Phir Aayegi (1988)
- Be Lagaam (1988)
- Mil Gayee Manzil Mujhe (1989)
- Tere Bina Kya Jeena (1989)
- Ek Din Achanak (1989)
- Apna Desh Paraye Log (1989)
- Pathar Ke Insan (1990) ... Dancer
- Lekin... (1991) ... Pammi
- Jeevan Ek Sanghursh (1990)
- Bahaar Aane Tak (1990) ... Renu
- 100 Days (1991) ... Rama
- Iraada (1991)
- Vishkanya (1991) ... Mrs. Sonal Vikram Singh
- Waqt Ka Badshah (1992)
- Zakhmi Rooh (1993) ... Seema/Reema
- Zakhmi Dil (1994) ... Mala
- Kucch To Hai (2003) ... Madam Sexena
- Nil Nirjane (2003)
- Love at Times Square (2003) ... Sweety's mother
- Taj Mahal: A Monument of Love (2003)
- My Karma (2004) ... Mullik
- It Was Raining That Night (2005)
- Bow Barracks Forever (2007) ... Rosi
- Barood: (The Fire) (2010)